# Min datter Nelly
Min datter Nelly er en dansk film fra 1955.
- Manuskript Grete Frische efter Leck Fischers skuespil "Moderhjertet".
- Instruktion Alice O'Fredericks.

Blandt de medvirkende kan nævnes:
- Maria Garland
- Poul Reichhardt
- Lillian Tillegreen
- Randi Michelsen
- Erni Arneson
- Bendt Rothe
- Else Jarlbak
- Bodil Steen
- Karl Stegger